# لئون کلیمووسکی
لئون کلیمووسکی (اسپانیایی: León Klimovsky‎؛ ۱۶ اکتبر ۱۹۰۶ – ۸ آوریل ۱۹۹۶) کارگردان فیلم، فیلم‌نامه‌نویس و بازیگر اهل آرژانتین بود. او عمدتاً به خاطر آثارش در سینمای اسپانیا در دهه‌های ۱۹۶۰ و ۱۹۷۰ شناخته می‌شود.
از فیلم‌ها یا مجموعه‌های تلویزیونی که وی در آن‌ها نقش داشته است، می‌توان به رتلر کید، کنت مونت کریستو اشاره نمود.